# Gazi (Sprache)
Gazi (persisch: گازی) ist ein zentraliranischer Dialekt, die von mehreren Tausend Menschen im Iran (Provinz Markazi) gesprochen wird. Gazi ist nah mit Ardestani und Sedehi  verwandt, aber auch mit Persisch und Kurdisch.